# Club Náutico San Isidro
 (mai 2019).
Si vous disposez d'ouvrages ou d'articles de référence ou si vous connaissez des sites web de qualité traitant du thème abordé ici, merci de compléter l'article en donnant les références utiles à sa vérifiabilité et en les liant à la section « Notes et références ».
Le Club Náutico San Isidro est un club nautique qui se situe à San Isidro, dans la province de Buenos Aires au bord du Río de la Plata, et a été fondé en 1910, comme le plus important club de voile et de yachting en Argentine.